# Dialekt południowomacedoński

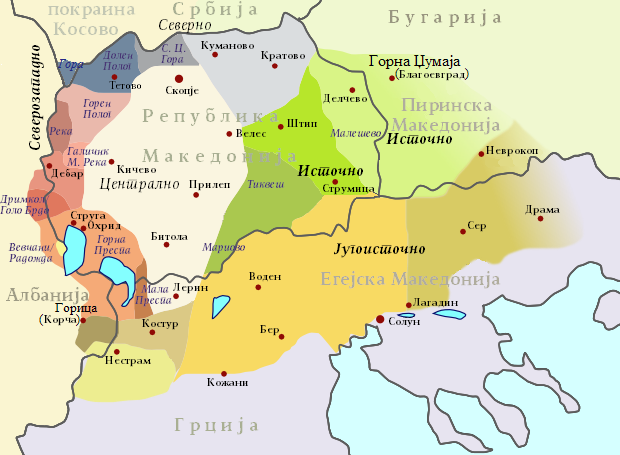
Gwary południowe (żółte i żółtozielone) na mapie gwar macedońskich

Dialekt południowomacedoński (mac. јужни говори) – ugrupowanie gwar macedońskich używanych w słowiańskojęzycznej części Macedonii Egejskiej. Przyjmuje się, że na podstawie zbliżonych geograficznie gwar powstał w IX wieku pierwszy literacki język Słowian – język staro-cerkiewno-słowiański.

## Cechy językowe

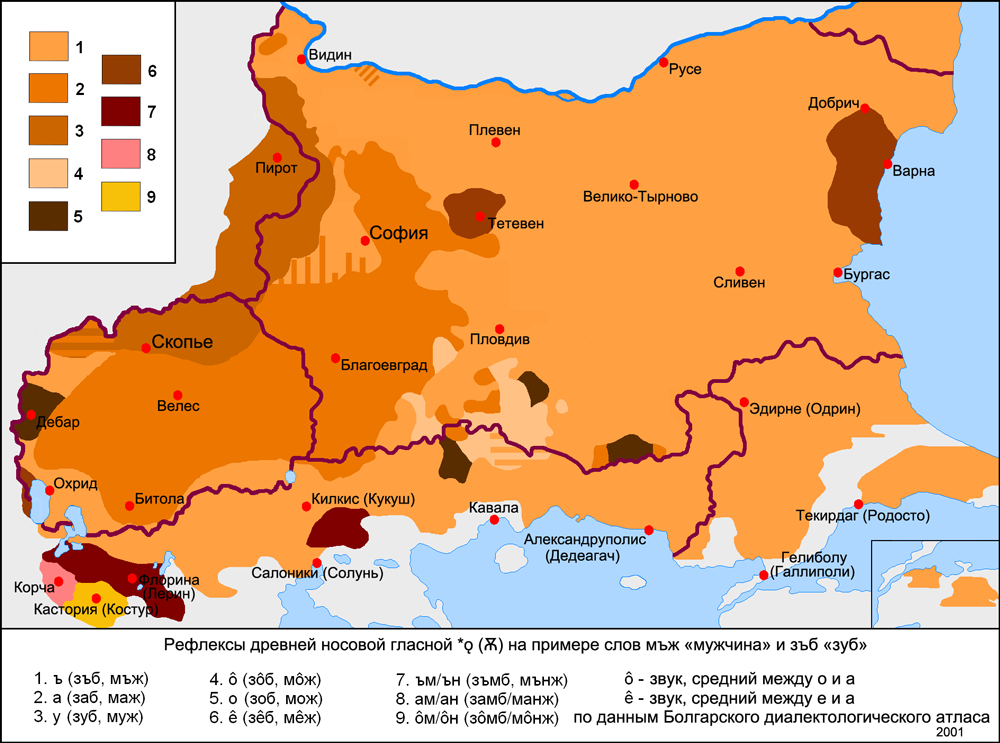
Kontynuanty prasłowiańskiej nosówki *ǫ w gwarach bułgarskich i macedońskich

Charakterystycznymi cechami fonetycznymi gwar południowomacedońskich są:
- prasłowiańska samogłoska nosowa *ǫ w większości gwar dała ă, np. răka, păt < psł. *rǫka, *pętь[3],
- brak charakterystycznego dla gwar centralnych przejścia *ję- > *jǫ-[4],
- jery *ъ, *ь w pozycji mocnej dały ă i e w odróżnieniu od gwar południowo-zachodnich i centralnych, a w sposób wyraźnie nawiązujący do gwar bułgarskich, np. dъš, ďen < psł. *dъždžь, *dьnь[4],
- na części liczne relikty rezonansu nosowego, np. mănč, grăndi, grenda, čéndu, čindá < psł. *mǫžь, *grǫdi, *gręda, *čędo, *čęda[3][4],
- prasłowiańskie sonanty *r̥ i *l̥ są kontynuowane odpowiednio przez ăr~ră i ăl~lă, np. prăsti, sărce, vălna, slănce < psł. *pŕ̥sti, *sŕ̥dьce, *vĺ̥na, *sl̥nьce[3],
- poświadczona od XIII wieku redukcja nieakcentowanych samogłosek e, o, a do i, u, ă, np. ilén, pikól, gúštir, čuvék, răbóta[3],
- wypadanie samogłosek w wyniku ich redukcji i tym samym silna zmiana struktury słów, np. răbót-ta, žén-ta, níf-ta, dét-to < rabota-ta, žena-ta, niva-ta, dete-to[3],
- wyraźnie nawiązująca do dialektów wschodniobułgarskich palatalizacja spółgłosek przed samogłoskami przednimi, także w wygłosie, np. ťénka, z’éli, pắnť, z’énť < psł. *tьnъka, *zelьje, *pǫtь, *zętь[5],
- rozwój grupy čr- w čer- lub čar-, np. č́érna, č́arvó[6].

Morfologia gwar południowomacedońskich różni się od gwar centralnych i wschodnich wieloma cechami powstałymi na skutek oddziaływań z językiem arumuńskim i nowogreckim. Należą do nich formy typu imam dojdeno i sum dojden, a także częściowe przemieszanie rodzaju męskiego i nijakiego . Oprócz tego charakterystyczne jest:
- stosowanie przyimka na z rzeczownikami ożywionymi w przypadkach zależnych, np. gu vidé na dét-to[3],
- jednopostaciowy rodzajnik typu -o/-ot/-ăt, -ta, -to[6],
- partykuła futuralna, która na ogół brzmi za[6].

Leksyka gwar południowomacedońskich zawiera liczne grecyzmy i turcyzmy, ale zachowane są liczne słowa pochodzenia słowiańskiego, niespotykane już w innych gwarach macedońskich.

## Podział
Ze względu na charakter akcentu wyrazowego, gwary południowomacedońskie możemy podzielić na dwie podgrupy: sołuńsko-wodeńską (dolnowardarską) oraz sersko-łagadińską. Pierwsza z nich ma stały morfologicznie akcent, np. ufčár, ufčári, ufčári-te, zaś druga, wschodnia, ma typ akcentu žéna-žéni, žená-ta-žení-te, jak i bráda-brádi, bradá-ta-bradí-te.